# Métro de Santiago
Le métro de Santiago est un système de transport urbain desservant Santiago, la capitale du Chili, ainsi que son agglomération.
Mis en service en 1975 et étendu progressivement, le réseau comporte aujourd'hui 136 stations et 7 lignes pour une longueur totale de 140 km, ce qui en fait le deuxième plus étendu d'Amérique latine après celui de Mexico.
Le système est exploité par la compagnie publique Metro SA, créée en 1990. En 2019, sa fréquentation annuelle a été de près de 704 millions de passagers. Environ 2 600 000 passagers sont transportés quotidiennement.

## Histoire et développement

### Lignes 1 et 2: la première phase
Le premier projet de métro dans la capitale chilienne remonte à 1944 mais ce n'est qu'en 1968 que le projet définitif est approuvé par le gouvernement d'Eduardo Frei Montalva. Le plan initial prévoit la construction d'un réseau de métro comprenant 5 lignes pour une longueur de 60 km. Le concours international lancé pour la conception du métro est remporté par un consortium franco-chilien notamment composé de la SOFRETU, filiale d'ingénierie de la RATP. Le métro de Santiago présente ainsi de nombreuses similitudes avec le métro de Paris, la principale étant le roulement sur pneumatiques déjà exporté à Montréal et Mexico.
Le premier tronçon est mis en service le 15 septembre 1975 sous la dictature d’Augusto Pinochet. La ligne 1 relie alors San Pablo et La Moneda en circulant sous la rue principale de la ville, l'Alameda del Libertador Bernardo O'Higgins. En 1977, elle est prolongée jusqu'à Salvador, en 1980 jusqu'à Escuela Militar, et en 2010 jusqu'à Los Dominicos, le terminus actuel de la ligne.
La ligne 2, à son ouverture en mars 1978, relie les stations Los Héroes et Franklin. En décembre de la même année, la ligne est prolongée jusqu'à Lo Ovalle. En 1987 la ligne est de nouveau étendue jusqu'à Cal y Canto. Cette extension marque l'arrêt du développement du métro pour une décennie en raison de la situation financière qui ne permet d'envisager de nouveaux projets. En 2004, la ligne est prolongée vers le sud jusqu'à La Cisterna, son terminus actuel. En plus, la ligne est prolongée progressivement vers le nord, jusqu'à Cerro Blanco en 2004, Einstein en 2005, et Vespucio Norte en 2006, où il se termine actuellement.
Le trafic, assuré par 49 trains de cinq voitures, atteint 500 000 passagers par jour en 1988, soit 109 millions de passagers, mais seulement 12% des voyages dans la ville. En 1994, la fréquentation des deux premières lignes atteint 620 000 voyageurs par jour. En 1996, le métro transporte 178 millions de passagers.

### Ligne 5: longue gestation, construction rapide
En novembre 1984, le ministre des Travaux publics annonce la création d'une troisième ligne, en présence de dirigeants de la SOFRETU. Le financement de la première phase serait assuré par des crédits français à hauteur de 180 millions de dollars et de 110 millions de dollars de financement chilien. Le projet avance cependant avec lenteur en raison de la crise économique si bien que la construction de la ligne 5 n'est finalement approuvée qu'en août 1991, par le président Patricio Aylwin.
Les appels d'offres, par lots, sont publiés en 1992 auxquels répondent sept consortiums. La société franco-britannique GEC-Alsthom est finalement retenue en mai 1993 pour la fourniture du matériel roulant, soit 58 véhicules sur pneu de type NS-93, semblables aux rames MP 89 destinées métro de Paris. La signature du contrat sera effective en juillet, le financement assuré essentiellement par un crédit des banques françaises. La société Cegelec obtient le contrat pour la fourniture de l'équipement électrique de la ligne.
La construction de la ligne débute en janvier 1994, par celle du tunnel. Prévue pour être mise en service en septembre 1996, elle le sera finalement en avril 1997. En septembre 1996, Gec-Alsthom obtient une commande supplémentaire portant sur sept trains de six voitures. D'autres commandes viendront par la suite compléter le parc de NS-93 pour la ligne 5 ou pour renforcer le parc de la première ligne.
C'est donc dix ans après la dernière extension de la ligne 2 qu'est inaugurée la ligne 5 à la technologie presque entièrement française, le 5 avril 1997 par le président Eduardo Frei.

#### Une reprise des extensions
La ligne 5 sera prolongée plusieurs fois, en mars 2000, en mars 2004, en novembre 2005 et surtout pratiquement doublée en janvier 2010 et février 2011.
Dix-sept ans après sa dernière extension, en septembre 1987, la ligne 2 est à nouveau prolongée en septembre 2004 jusqu'à Cerro Blanco, puis à plusieurs reprises, en décembre 2004, novembre 2005 et finalement en décembre 2006 jusqu'à Américo Vespucio Norte.
En 2002, le métro transporte 199 millions de passagers, fréquentation qui augmente progressivement à 232 millions en 2004, 267 millions en 2005.

### Du pneu au fer, trois nouvelles lignes

#### Construction des lignes 4 et 4A
En mai 2001, le président Ricardo Lagos annonce la construction d'une nouvelle ligne de métro qui reliera onze communes du sud-est de la capitale entre Providencia et Puente Alto. Cette nouvelle ligne coûtera un milliard de dollars, venant d'emprunts de la société d'État. L'ensemble du projet doit être livré au troisième trimestre de 2005. Cette nouvelle ligne nord - sud sera de 33 km part au nord de la station Tobalaba, sur la ligne 1. À la station Vicuña Mackenna, elle se divise en deux branches : l'une qui va jusqu'à Puente Alto et une autre jusqu'à la station La Cisterna. Seule la section entre Tobalaba et Grecia est souterraine, le reste de l'itinéraire est en surface ou en viaduc (tronçon Vespucio – Puente Alto). Cette nouvelle ligne du métro est accompagnée de travaux comprenant les extensions de 7 km des lignes 2 et 5, un train de banlieue ou Metrotrén vers Maipú et Melipilla. Le projet est important puisqu'il s'agit de doubler pratiquement le réseau de métro alors existant. La Compagnie Metro SA emprunta auprès des banques le financement nécessaire, soit 650 millions de dollars américains, sous l'égide d'une banque française.
Les travaux de la ligne 4/4A commencent alors en octobre 2002. Les appels d'offres sont lancés fin 2001, mais ce n'est qu'en juillet 2002 qu'Alstom gagne le contrat du matériel roulant (60 trains de trois voitures en acier inox Metropolis, équipés de contrôle automatique de type Urbalis).
La ligne 4 est mise en service le 30 novembre 2005, en même temps qu'une courte prolongation de la ligne 5 permettant la correspondance, et sera suivie d'une extension en mars 2006. En août est mise en service la branche de cette ligne 4 vers La Cisterna. Celle-ci est finalement exploitée de manière autonome et prend le nom de ligne 4A.
Du fait de ces mises en service, la fréquentation passe à 332 millions en 2006 et à 601 millions en 2007.

#### Construction de deux lignes de métro sans conducteur, les lignes 6 et 3
Le 15 novembre 2005, le président de la République, Ricardo Lagos, et le PDG de Metro SA, Fernando Bustamante, ont annoncé l'extension de la ligne 1 à l'est vers Los Dominicos, ainsi que la construction d'une ligne nouvelle allant de Maipú et Pudahuel à Lo Prado avec croisement à la station Quinta Normal. L'extension de la ligne 1 sera mise en service en janvier 2010 en même temps que celle de la ligne 5, ces deux extensions ayant fait l'objet d'un contrat d'assistance avec Systra.
Après la mise en service de l'extension de la ligne 5 en février 2011, le métro marque une pause relative en termes de fréquentation, passant de 649 millions de voyages en 2012 à 685 millions de voyages en 2017.
En janvier 2010, la présidente Michelle Bachelet annonce la construction d'une ligne 6 dont les travaux démarreraient la même année. La société Systra obtient en mars 2012 les contrats de conception, travaux et de mise en service des deux lignes nouvelles. Les appels d'offres sont lancés en novembre 2012. Le financement des projets, soit 2,75 milliards de dollars, est assurée par une subvention de 1,3 milliard du gouvernement chilien, 600 millions par une entreprise nationale et 900 millions par Metro SA.
Le 2 novembre 2017 la présidente Michelle Bachelet a ouvert la première ligne de métro sans conducteur à Santiago, la ligne 6. Cette ligne, dont la construction a débuté en 2014, relie Cerrillos à Los Leones sur un tracé souterrain de 15,3 km, desservant dix stations.
La construction de la ligne 3 commence en 2012. Le 25 janvier 2019 a été inaugurée la ligne 3, seconde ligne sans conducteur du métro de Santiago.
| Ligne | Ligne                                        | Longueur | Stations | Ouverture         | Parcours            |
| ----- | -------------------------------------------- | -------- | -------- | ----------------- | ------------------- |
|       | San Pablo - La Moneda                        | 8,2 km   | 12       | 15 septembre 1975 | Souterrain          |
|       | La Moneda - Salvador                         | 3,2 km   | 5        | Mars 1977         | Souterrain          |
|       | Los Héroes - Franklin                        | 4,9 km   | 5        | 31 mars 1978      | Sol                 |
|       | Franklin - Lo Ovalle                         | 4,8 km   | 6        | Décembre 1978     | Souterrain          |
|       | Salvador - Escuela Militar                   | 4,5 km   | 7        | Août 1980         | Souterrain          |
|       | Los Héroes - Santa Ana                       | 0,7 km   | 1        | Juillet 1986      | Sol                 |
|       | Santa Ana - Puente Cal y Canto               | 1 km     | 1        | Septembre 1987    | Souterrain          |
|       | Baquedano - Vicente Valdés                   | 10,3 km  | 13       | 5 avril 1997      | Viaduc / Souterrain |
|       | Baquedano - Santa Ana                        | 2,7 km   | 3        | mars 2000         | Souterrain          |
|       | Santa Ana - Quinta Normal                    | 2 km     | 2        | Mars 2004         | Souterrain          |
|       | Puente Cal y Canto - Cerro Blanco            | 1,6 km   | 2        | Septembre 2004    | Souterrain          |
|       | Lo Ovalle - La Cisterna                      | 2,2 km   | 2        | Décembre 2004     | Souterrain          |
|       | Cerro Blanco - Einstein                      | 2 km     | 2        | 25 novembre 2005  | Souterrain          |
|       | Bellavista de La Florida - Vicente Valdés    | 1 km     | 1        | 30 novembre 2005  | Souterrain          |
|       | Vicente Valdés - Plaza de Puente Alto        | 10,7 km  | 9        | 30 novembre 2005  | Viaduc              |
|       | Tobalaba - Grecia                            | 7,6 km   | 8        | 30 novembre 2005  | Souterrain          |
|       | Grecia - Vicente Valdés                      | 6,1 km   | 6        | Mars 2006         | Sol                 |
|       | Vicuña Mackenna - La Cisterna                | 8,3 km   | 6        | Août 2006         | Sol                 |
|       | Einstein - Vespucio Norte                    | 3,3 km   | 3        | 21 décembre 2006  | Souterrain          |
|       | Escuela Militar - Los Dominicos              | 3,8 km   | 3        | Janvier 2010      | Souterrain          |
|       | Quinta Normal - Pudahuel                     | 5,6 km   | 5        | Janvier 2010      | Souterrain          |
|       | Pudahuel - Plaza de Maipú                    | 8,6 km   | 7        | Février 2011      | Viaduc              |
|       | Cerrillos - Los Leones                       | 15,3 km  | 10       | Novembre 2017     | Souterrain          |
|       | Los Libertadores - Fernando Castillo Velasco | 21,7 km  | 18       | Janvier 2019      | Souterrain          |
|       | Ferrocaril - Plaza Quilicura                 | 3,8 km   | 3        | Septembre 2023    | Souterrain          |
|       | El Bosque - Hospital El Pino                 | 5 km     | 4        | 27 novembre 2023  | Souterrain          |

## Le réseau
À cause des choix initiaux du métro de Santiago, en particulier le roulement pneumatique, comme la poursuite de la coopération avec les sociétés française par la suite, la conception du métro de Santiago emprunte beaucoup aux technologies françaises. Les lignes 1, 2 et 5 ont ainsi recours à la technologie du roulement sur pneumatique, développée à Paris dans les années 1960. Les trains de ces lignes sont constitués de cinq voitures au minimum, les stations de ces lignes peuvent recevoir des trains de huit véhicules.
Les lignes 3, 4, 4A et 6 ont quant à elles recours au roulement sur fer.
Dernières nées du réseau, les lignes 3 et 6 sont de plus entièrement automatisées.

### Les lignes

#### Ligne 1
La première ligne de métro San Pablo - Los Dominicos, 19,8 km et 27 stations, d'orientation est - ouest, est presque entièrement souterraine.
Avec près de 263 millions de voyages en 2019, c'est la ligne la plus fréquentée du réseau.

#### Ligne 2
La ligne 2 Vespuccio Norte - Hospital El Pino, 19,5 km, d'orientation nord - sud, 26 stations, est en partie souterraines et en partie au niveau du sol (partie centrale et plus ancien).
Avec près de 103 millions de voyages en 2019, c'est la troisième ligne la plus fréquentée du réseau.

#### Ligne 3
La ligne 3 de Los Libertadores au nord-ouest de Santiago en passant par le centre-ville jusqu'à Fernando Castillo Velasco, à l'est de la ville est la plus récente, a été mise en service en janvier 2019, avec près de 22 km avec 18 stations.
La ligne est exploitée à l'aide d'une flotte de 22 rames de cinq voitures fournies par CAF dans le cadre d'un contrat 37 rames de 451,9 millions US$ attribué en 2013. Les rames de 120 m de long ont une capacité de 1 285 passagers et une vitesse maximale de 80 km/h. La CAF en assure la maintenance pendant 20 ans. Thales, partenaire du consortium, a fourni une signalisation CBTC conçue pour permettre en toute sécurité et sans conducteur des intervalles entre trains de 90 secondes, pour la ligne 3 comme pour la ligne 6.
La ligne 3 a transporté 55,8 millions de passagers au cours de sa première année d'exploitation.

#### Ligne 4 et 4A
Sur la ligne 4 Tobalaba - Pl. Puente Alto, 24,7 km, en partie souterraines et en partie au niveau du sol / surélevées, 23 stations, circulent des trains avec roues en acier. Les trains de cette ligne sont composés de trois à six voitures.
La ligne 4A, V.Mackenna - La Cisterna, 7,7 km, 6 stations, est au niveau du sol ou en surélévation.
Avec 118 millions de voyages en 2019 (y compris la branche A), c'est la seconde ligne la plus fréquentée du réseau.

#### Ligne 5
La ligne 5, Plaza de Maipú - Vicente Valdés, 30,7 km, d'orientation nord - sud, est - ouest et nord - sud; 30 stations. Cette ligne est en partie souterraines (principalement la partie est - ouest) et en partie surélevées (prinicpalement des parties nord - sud).

#### Ligne 6
La ligne 6 relie Cerrillos à Los Leones sur un tracé souterrain de 15,3 km en desservant 10 stations. La durée du trajet de bout en bout est de 20 min. Des correspondances sont assurées avec les lignes 1, 2, 3 et 5, ainsi qu'avec le chemin de fer suburbain Metrotrén. La ligne est exploitée avec 15 rames de cinq voitures, alimentées électriquement sous 750 V CC par caténaire. Les trains, fournis par CAF dans le cadre d'un contrat de 37 rames attribué en 2013, ont une capacité de 1 285 passagers et une vitesse maximale de 80 km/h.

### Les stations
Liste des stations du métro de Santiago
Les stations des lignes 1 et 2 sont construites de façon à pouvoir recevoir des trains de neuf véhicules.

## Équipements

### Matériel roulant
Les premières rames du métro ont été conçues par les sociétés françaises GEC-Alstom et SOFRETU, ainsi que la société mexicaine Concarril.
Dans les années 70, Alstom a obtenu les commandes pour 49 trains de cinq véhicules (NS-74) pour les deux premières lignes.
Les commandes suivantes ne furent passées que dans les années 90 (NS-93) : 12 trains de six voitures en 1993 pour la nouvelle ligne 5, puis des marchés de renouvellement, soit 58 voitures pour les lignes 1 et 2, 14 voitures en 1995 pour les mêmes lignes, puis des trains complets : 5 voitures de six véhicules en 1996 et 6 trains de sept véhicules en 1997 pour les lignes 1 et 2. Soit un total de 216 voitures NS-93.
En novembre 2000, Alstom reçoit une commande de 92 voitures (dix trains de huit voitures, une rame de sept voitures ainsi que cinq voitures remorques à intégrer dans des trains existants). Ces voitures doivent renforcer le parc pour les extensions des lignes 5 et 2. Les premiers véhicules arrivent sur site en 2002.
En juillet 2002 Alstom gagne le contrat du matériel roulant de la ligne 4, soit 60 trains de trois voitures à roulement fer en acier inox type Metropolis. Les premiers trains arrivent en novembre 2004. Alstom livrera 36 voitures supplémentaires à la suite d'une levée d'option du contrat de 2002 en juin 2008.
En janvier 2005, Alstom gagne un contrat de maintenance de six ans pour 87 véhicules du métro.
En avril 2005, Alstom gagne un contrat de fourniture de 42 voitures de métro et de maintenance pendant deux ans. Santiago Metro a également levé l’option, attachée à ce contrat, portant sur 43 voitures de métro supplémentaires.
En octobre 2007, la société espagnole CAF, mettant fin à 30 ans de monopole d'Alstom, a remporté un contrat pour fournir 20 trains de 9 voitures sur pneu. Les rames du premier contrat ont été livrées entre 2009 et 2010. En 2011-12, Metro Santiago a acheté 14 rames supplémentaires, également à 9 voitures,.
Fin 2007, le parc de matériel roulant atteint 751 véhicules (125 trains) se décomposant de la manière suivante : 49 trains de cinq véhicules soit 245 voitures NS-74 (98 avec cabine de conduite et 147 sans cabine) sur les lignes 2 et 5, 5 NS-88 (2 avec cabine et 3 sans cabine) soit un train livré par la société mexicaine Concarril, 236 NS-93 (68 avec cabine et 168 sans cabine), soit 34 trains, sur les lignes 1 et 5, 180 AS-2002 (120 avec cabine et 60 sans cabine), soit 30 trains sur ligne 4/4A et 85 NS-2004 (22 avec cabine et 63 sans cabine), soit 11 trains, ligne 1. En outre 216 voitures étaient en cours d'acquisition : 182 véhicules NS-2007 (144 du contrat CAF initial de 2007 + 38 en levée d'option) et 38 AS-2002 (levée d'option du contrat 2002).
En décembre 2013, CAF obtient le contrat de 451,9 millions US$ pour la fourniture et la maintenance pendant 20 ans du matériel roulant des lignes 3 et 6, soit 37 rames de cinq voitures, 115 voitures pour la ligne 3 et 70 pour la ligne 6. Elles sont équipées du CBTC fourni par Thales pour un fonctionnement sans conducteur. Les rames de 120 m de long ont une capacité de 1 285 passagers et une vitesse maximale de 80 km/h. Une levée d'option en décembre 2016 du contrat de 2013 permet d'augmenter ce parc de matériel roulant de 4 trains supplémentaires.
En mars 2014, Metro de Santiago a attribué à Alstom un contrat de 220 millions d'euros pour la rénovation des 35 rames NS-74 de sept voitures, mais cela s'est avéré trop difficile en raison de trop grandes quantités d'amiante. Le contrat de remplacement des trains NS-74 par 35 nouvelles rames de 7 voitures s'élève à 270 millions d'euros. Les premiers trains NS-16 entrent en service en septembre 2018 avec des livraisons qui se poursuivent jusqu'en mai 2021.
Neuf modèles de métro circulent à ce jour sur le métro de Santiago, quelques véhicules livrés ayant été détruits ou mis en réserve :
| Modèle  | Année de construction | Type de roulement | Constructeur               | Nombre de rames | Nombre de voiture par rame | Ligne(s) désservie(s) | Illustration |
| ------- | --------------------- | ----------------- | -------------------------- | --------------- | -------------------------- | --------------------- | ------------ |
| NS-74   | 1972-1981             | Pneu              | Alsthom Groupe Brissonneau | 49              | 5 à 7                      |                       |              |
| NS-88   | 1987                  | Pneu              | Concarril                  | 1               | 5                          |                       |              |
| NS-93   | 1996-2003             | Pneu              | Alstom                     | 34              | 6 à 8                      |                       |              |
| AS-2002 | 2004-2010             | Fer               | Alstom                     | 72              | 3                          |                       |              |
| NS-2004 | 2006-2007             | Pneu              | Alstom                     | 11              | 7 à 8                      |                       |              |
| NS-2007 | 2009-2010             | Pneu              | CAF                        | 20              | 9                          |                       |              |
| NS-2012 | 2012-2013             | Pneu              | CAF                        | 14              | 9                          |                       |              |
| AS-2014 | 2014-2017             | Fer               | CAF                        | 41              | 5                          |                       |              |
| NS-2016 | 2017-2021             | Pneu              | Alstom                     | 35              | 7                          |                       |              |

- NS-74 : 13 rames de cinq véhicules sur la ligne 2 et 22 rames sur la ligne 5, ces trains sont en cours de remplacement par les NS-16 ;
- NS-88 : une unique rame de cinq voitures sur la ligne 2 ;
- NS-93 : 11 rames sur la ligne 1 et 22 autres sur la ligne 5, trois autres rames servent à la formation des conducteurs ;
- AS-02 : 72 rames de 3 voitures sur la ligne 4, les rames peuvent s'assembler par paires et former des ensembles de six voitures ;
- NS-04 : 11 rames sur la ligne 2 à l'occasion du prolongement vers Cerro Blanco en décembre 2006 ;
- NS-07 : 20 rames de neuf voitures sur la ligne 1 et NS-2012: 14 rames de neuf voitures sur la ligne 1, les deux types de rames sont très similaires, excepté la livrée extérieure ;
- AS-14 : 41 rames construites entre 2015[60],[61] et 2019, circulent sur les lignes 3 et 6 ;
- NS-16 : 35 rames de sept voitures en livraison depuis septembre 2018 sur les lignes 2 et 5..

### Energie de traction
Les trois premières lignes de métro sont alimentées en énergie de traction en 750 V courant continu par troisième rail situé latéralement.
Les autres lignes sont alimentées en énergie de traction également en 750 V courant continu par troisième rail, mais situé plus classiquement entre les rails de roulement.

### Signalisation et automatismes des trains

#### Les automatismes de train et la signalisation
À l'origine c'est le système d'automatismes de train PA135 de la société Interelec qui fut installé sur les lignes 1 et 2. Fin 1994, la société CMW a remporté le contrat pour renouveler l'équipement de commande automatique des trains sur les lignes 1 et 2 du métro. En février 1995, GEC-Alsthom obtient la commande pour les équipements de signalisation de la ligne 5 du métro : il s'agit de l'installation du système Sacem de signalisation et de pilotage automatique. C'est finalement Alstom qui installa le système Sacem sur les trois premières lignes du métro.
En janvier 2010, Alstom gagne un nouveau contrat d'automatismes des trains de la ligne 1 avec un système CBTC. L'objectif est de réduire l'intervalle entre trains de 105 à 80 secondes.
Les trains de la ligne 4 sont équipés du système de contrôle automatique de type Alstom Urbalis.
Thales, partenaire du consortium avec CAF, a fourni dans le cadre d'un contrat de décembre 2013 pour les lignes 3 mise en service en 2019 et 6 mise en service en 2017 une signalisation CBTC conçue pour permettre en toute sécurité et sans conducteur des intervalles entre trains de 90 secondes.

#### Les postes de contrôle et de commande
La société Sodeteg-TAI s'est vu confier la conception et la mise en œuvre du premier poste de commande centralisée, un ensemble de moyens d'information et de supervision permettant d'améliorer le service des trains. et d'agir sur l'alimentation en énergie électrique. Le poste de commande et de contrôle des lignes 1 et 2 a été fourni par la société Syseca. Cette même société signe en avril 1995 avec Metro S.A. un contrat portant sur la réalisation de la commande centralisée de la ligne 5.
La société Thales prend sa part du programme d'extension des lignes 1 et 5 qui aboutira aux mises en service de 2010. Thales fournit le système de contrôle du trafic, le Scada ainsi que les automatismes des trains.

## Exploitation et fréquentation
En semaine, le métro fonctionne de 5 h 35 à 24 h 08, tandis que le samedi, il fonctionne de 6 h 30 à 24 h 08 et les dimanches et jours fériés, le métro fonctionne de 8 h (ligne 1 de 9 h) à 23 h 48.
En 2019, le métro emploie 4.700 personnes dont 860 conducteurs, un effectif en constante réduction (un millier de conducteurs en 2015). En revanche le personnel d'administration et de surveillance, respectivement 530 et 780 salariés, est en augmentation.
En 2017, la fréquentation quotidienne était estimée à 2,35 millions de passagers en moyenne. La fréquentation du métro en 2019 est de 704 millions de voyages, en diminution par rapport à 2018 (721 millions de voyages, un record).
Les dirigeants du métro affirment être, en 2012, l'un des cinq métros rentables dans le monde.

### Incidences hors exploitation
Les installations du métro furent prises à partie par des manifestants lors des protestations d'octobre 2019 contre les augmentations de tarifs publics dont ceux du métro. Le coût de la remise à niveau est estimé à plus de US$300 millions.

## Projets d'extension du réseau
Plus globalement un nouveau plan de développement a été annoncé, avec en particulier la construction de la nouvelle ligne 7.
En juin 2017, le président Sebastian Piñera annonce trois nouvelles lignes et quatre extensions dont celles des lignes 4 et 6, ce qui ajouteraient 57 km et 44 stations au réseau de métro de la ville. La construction de la ligne 7 est-ouest de 25 km avec 19 stations devait commencer en 2020 et s'achever d'ici 2026 pour un coût estimé à 2,5 milliards de dollars. De Vitacura dans le nord-est au quartier de Renca dans le nord-ouest, la nouvelle ligne 7 sera parallèle à la ligne 1 à travers le centre-ville, bien que desservant moins d'arrêts. Elle assurera une correspondance avec d'autres lignes à Puente Cal y Canto (lignes 2 et 3), Baquedano (lignes 1 et 5) et Salvador (ligne 1). La ligne 7 nécessitera deux tunnels sous le Rio Mapucho. Systra a obtenu en juin 2019 le contrat des études de conception et d'assistance pour la construction cette ligne 7 qui sera équipée de trains sans conducteur. Les appels d'offres sont lancés en mai 2020 pour la construction de cette ligne, la sélection des entreprises est annoncée pour janvier 2021.
Si les lignes 8 et 9 ont été confirmées par le président Sebastian Piñera en juin 2018, leur construction est encore à initier. La nouvelle ligne 8 reliera la banlieue sud-est de La Florida et de Puente Alto à la limite ouest du nouveau cœur commercial de la ville, centré là où les municipalités de Providencia, Las Condes et Vitacura se rencontrent. Elle soulagera également la ligne 4 actuellement surchargée, qui se situe largement sur le même axe. Le président a également annoncé que la ligne 4 sera prolongée vers le sud-ouest de Puente Alto à Bajos de Mena, soit de 4,2 km avec trois stations. La ligne 9 reliera la banlieue sud délaissée de La Pintana, au centre-ville traditionnel de Santa Lucia, où elle sera reliée à la ligne 1. Bien qu'il reste encore à déterminer l'itinéraire exact et l'emplacement des gares des nouvelles lignes, la ligne 8 aura environ 20 km de long et la ligne 9 environ 17 km.
Un plan de développement du métro de Santiago a été officiellement approuvé par le ministère du Développement social en 2019. Son coût est estimé à plus de 4 milliards de dollars. Ce plan confirme les annonces précédentes.
En août 2023, une modification du tracé de la ligne 9 a été annoncée, l'étendant au nord jusqu'à la station Puente Cal y Canto - qui deviendra la première station avec quatre lignes simultanées - et au sud jusqu'à la Plaza de Puente Alto, se combinant avec la ligne 4 et absorbant l'extension proposée jusqu'à Bajos de Mena.
| Plan de développement de 2019 | Plan de développement de 2019             | Longueur | Stations | Ouverture | Parcours   |
| ----------------------------- | ----------------------------------------- | -------- | -------- | --------- | ---------- |
|                               | Isidora Goyenechea                        | 1,4 km   | 1        | 2028      | Souterrain |
|                               | Brasil - Estoril                          | 25,8 km  | 19       | 2028      | Souterrain |
|                               | Los Leones - Mall Plaza Tobalaba          | 20 km    | 14       | 2030      | Souterrain |
|                               | Puente Cal y Canto - Plaza de Puente Alto | 27 km    | 20       | 2030      | Souterrain |